# Interna medicina
Interna medicina je veja medicine, ki se ukvarja s zdravljenjem celotnega odraslega človeškega telesa.
Zdravnik-specialist, ki deluje na tem področju, se imenuje internist.